# HMS Endymion (1797)
HMS Endymion (1797) — парусный фрегат Королевского флота, названный в честь персонажа греческой мифологии Эндимиона. Отличался уникальными ходовыми качествами и сильным для фрегата вооружением. Послужил прототипом нескольких классов парусных кораблей. Известен победой над американским фрегатом USS President в 1815 г.

## Постройка
Корабль был построен по образцу французской Pomone, взятой у противника в 1794. Заказан 30 апреля 1795. Заложен в ноябре того же года, спущен на воду 29 марта 1797.
По британским меркам, корабль был больше обычного 18-фн фрегата. Водоизмещение около 1200 тонн и прочный корпус с 26 портами батарейной палубы позволяли разместить тяжелую батарею. Погонных пушек в батарейной палубе не было. Это небольшое снижение огневой мощи обернулось дополнительной прочностью корпуса. За все это его относили к «большим» или «супер-фрегатам»
Он был очень быстр (зафиксированы скорости в 14,4 уз в бакштаг и 11 уз в бейдевинд под всеми парусами в свежий бриз), хорошо слушался руля и мог в случае надобности нести 24-фн пушки. Этим и воспользовались в мае 1813 года, при вводе в строй после ремонта «между средним и большим». Подобные качества даже среди супер-фрегатов долго были уникальными. Он был хорош настолько, что служил образцом даже для экспериментальных эскадр 1830-х годов.

## Служба
Вступил в строй в июле 1797, капитан — сэр Томас Уильямс (англ. Sir Thomas Williams). Вошел в состав Флота Канала, действовал у берегов Ирландии, затем в Средиземном море, вплоть до заключения Амьенского мира.

### Наполеоновские войны
С возобновлением войны в 1803 году присоединился к блокадной эскадре у Бреста, и служил в ней до 1805 г. За это время взял несколько французских и испанских призов, большей частью торговых и приватиров, но в их числе были и малые военные корабли (до 20-пушечных).
Осенью 1805 вошел в эскадру контр-адмирала Луиса под Кадисом (в составе флота Нельсона), стерегшую франко-испанский флот адмирала Вильнева. 2 октября Нельсон приказал эскадре Луиса (5 линейных и Endymion) идти в Гибралтар на пополнение припасов. В результате при Трафальгаре Endymion не был.
В 1807 принял участие в Дарданелльской операции. В ходе её был отряжен в Константинополь в распоряжение английского посла. Миссия была неудачной. Когда британская эскадра направилась обратно через Дарданеллы, её обстреляли береговые батареи. Endymion потерял 3 человека убитыми и 9 ранеными.
С 1808 года снова служил в британских водах, где взял несколько французских приватиров.

### Экспедиция к скале Роколл

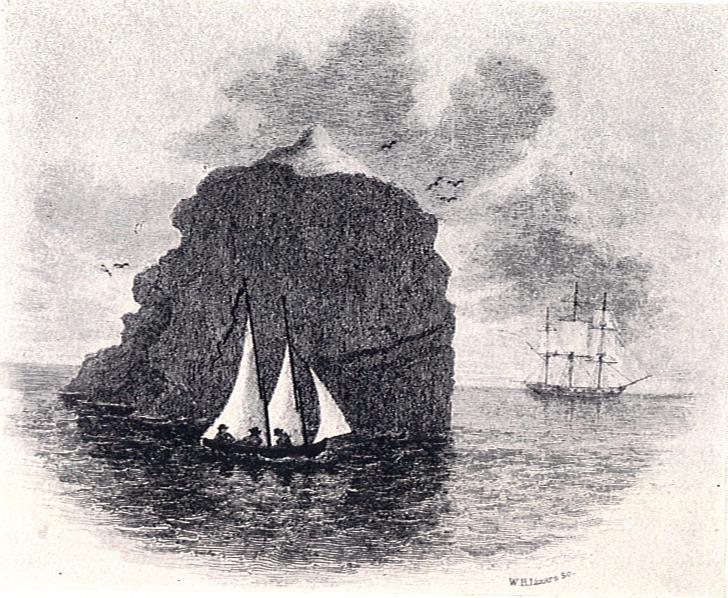
Базиль Галль высаживается на скалу Роколл в 1811 году

В 1810 году совместно с фрегатом HMS Princess Charlotte, отправился на исследование малоизвестного островка, по сути скалы, Роколл в Северной Атлантике. Первым делом требовалось уточнить координаты: скала была нанесена на карту с ошибкой примерно в 7 миль. В следующем, 1811 году Endymion сделал промеры глубин окружающей банки, а экспедиция высадилась на скалу. Из-за погодных условий высадка ограничилась одним днем. Лейтенант Базиль Галль был членом группы под командованием помощника капитана Ричарда Аллейна (Richard Israel Alleyn), которая высадилась на скалу Роколл. Он описал это событие в Fragments of voyages and travels (Лондон, 1831—1833).

### Война 1812 года[6]
В начале войны 1812 года Endymion не был готов, так как нуждался в ремонте. Первые победы больших американских фрегатов над британскими только подчеркнули нехватку подобных ему кораблей. Расчет президента Мэдисона, поначалу оправдался: связанная более крупной войной в Европе, Великобритания вынуждена была действовать в Америке «одной рукой». В январе 1813 верфи Роберта Виграма были заказаны пять кораблей по образцу Endymion'а, головным стал HMS Forth.
В июле 1813 Endymion наконец покинул док. Он нес две дополнительные 32-фн карронады, а команда была увеличена до 340 человек. Корабль направился в американские воды, где осуществлял блокаду и взял несколько приватиров. Входил в блокадную эскадру капитана Хейса, вместе с HMS Majestic (rasée, 56) и HMS Pomone (38).
9 октября 1814 погнался за 18-пушечной шхуной Prince de Neufchatel (120-130 чел команды). Несмотря на превосходство в вооружении, попытка взять шхуну окончилась провалом. При штилевой погоде сам фрегат сблизиться для боя не мог. Для абордажа была выслана партия на шлюпках, во главе с 1-м лейтенантом Абелем Хокинсом (англ. Abel Hawkins). Попытка была отбита с тяжелыми потерями: 28 моряков и морских пехотинцев убитыми, включая самого Хокинса и одного мичмана. 2-й лейтенант, штурманский помощник и еще 35 человек были ранены; один катер вместе с командой попал в плен. 31 октября Endymion встретил 56-пушечный HMS Saturn, направлявшийся в Галифакс (капитан Джеймс Нэш, англ. James Nash). На него были переданы 28 раненых в сопровождении врача и его помощника, а для пополнения с него получены лейтенант, четыре мичмана и 33 матроса и морских пехотинца.

### Захват USSPresident

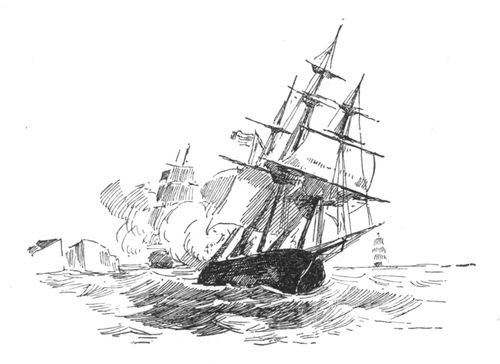
USS President пытается уйти, 15 января 1815

13 января 1815 к эскадре присоединился HMS Tenedos (38), капитан Хайд Паркер (англ. Hyde Parker). Эскдру, державшуюся у Сэнди Хук, отогнал с позиции крепкий ветер от вест-норд-веста. Хейс не сомневался, что укрывшийся в Нью-Йорке Дикейтор воспользуется погодой, чтобы просочиться через блокаду. Поэтому как только ветер умерился, он лег на курс зюйд-вест, рассчитывая отрезать вероятный путь прорыва американцев. Действительно, в 05:00 утром 15 января, в 15 лигах к ESE от Сэнди Хук были обнаружены фрегат USS President и торговый бриг Macedonian.
Увидев противника прямо по курсу, Дикейтор на President увалился и прошел от него в двух милях к норд-весту, курсом от берега. Majestic оказался у него за кормой, за ним и чуть дальше Endymion. Tenedos погнался за вторым кораблем, и Хейс отправил Pomone следом.
В 06:30 Majestic сделал три выстрела по President, но безрезультатно: дистанция была слишком велика. Вероятно по той же причине, ответа не было. К полудню ветер спал, и Endymion, будучи легче на ходу, стал уходить от Majestic и догонять President. В 13:15 Дикейтор начал облегчать корабль: сливать питьевую воду, сбрасывать за борт припасы, якоря, запасной рангоут, шлюпки и другие грузы. Кроме того, он непрерывно смачивал паруса, чтобы лучше держали форму. В 14:00 он открыл огонь из ретирадных орудий. В 14:30 Endymion ответил из погонных. В 14:39 ядро с President пробило левый фока-лисель у верхней шкаторины, грот у нижней, разбило корму баркаса на спардеке и, пробив шканцы, застряло в батарейной палубе, не причинив другого вреда.
К 17:00 нагоняемый President начал время от времени приводиться, чтобы навести кормовые пушки на противника, от чего его сильно прикладывало, и бо́льшая часть ядер проходила выше. В 17:30, видя что противник прочно устроился справа по корме на дистанции в половину пушечного выстрела, President вынес бизань на ветер и увалился к зюйду, пытаясь привести Endymion под бортовой залп и, воспользовавшись этим, уйти. Но тот, сам положив руль на увал, упредил маневр, и фрегаты вступили в ближний бой на параллельных курсах. В 18:04 President открыл мушкетный огонь с марсов, морская пехота с Endymion ответила также из мушкетов. Противники находились в половине мушкетного выстрела друг от друга, такелаж Endymion был заметно посечен, а у President поврежден в основном корпус.

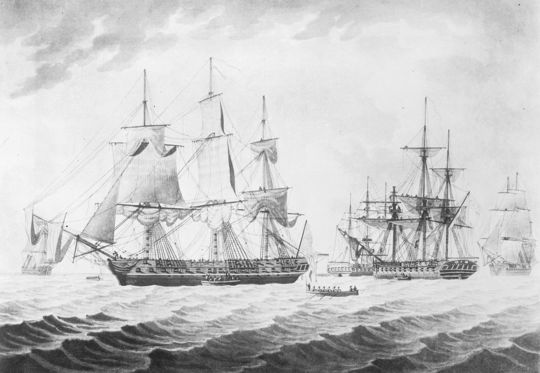
HMS Endymion и захваченный USS President

В 18:45 President привелся, видимо чтобы избежать огня в упор. Воспользовавшись этим, Endymion дал два продольных залпа, затем также привелся и снова оказался на раковине у противника. В 19:15 огонь President сбил шлюпку с левых боканцев Endymion, а также левый грота- и грот-брам-лисели. С 19:18 до 19:25 President не отвечал на огонь, затем сбил грот-марса лисель и перебил грота-брас противника, а в 19:32 внезапно привелся, словно испытывая прочность его мачт. Не опасаясь за них, Endymion подобрал паруса, также привелся и дал еще один продольный залп, на что заметно побитый President ответил выстрелом из одной кормовой пушки. В течение 10 минут американский фрегат пытался увеличить дистанцию, стреляя беспорядочно, а в 19:58 прекратил огонь и показал (по мнению офицеров Endymion) сигнал фонарем. Решив, что противник спустил флаг, Endymion также прекратил огонь, начал замену посеченных парусов на новые, и потому отстал.
President же уходил под всеми парусами к осту. В 23:15 Pomone заняла позицию и, приведясь, дала залп правым бортом, но почти без результата. President немедленно уменьшил паруса и привелся тоже, словно собираясь ответить, но вместо этого голосом сообщил что сдается, и поднял на бизани огонь. Однако Pomone, не слыша его и не разобрав значение огня, дала новый залп, столь же неэффективный. Тогда President привелся еще круче, словно для абордажа, спустил огонь и повторил голосом о сдаче. В этот момент с другого борта подошел Tenedos, уже разобравшийся в ситуации с помощью Endymion, и в 23:30 на свой вызов получил ответ голосом: «Американский фрегат President; сдаюсь». Капитан Паркер немедленно отправил шлюпку и овладел призом, вскоре подошла вторая от капитана Pomone, Лаймли. Endymion успел вооружить новые паруса и уже был поблизости.
В этом бою Endymion потерял 10 матросов и сержанта морской пехоты убитыми и 12 матросов и 2 морских пехотинцев ранеными. President, из команды в 465 человек и 4 юнг, потерял 35 убитыми и 70 ранеными. Общее число пленных, переданных в руки агента на Бермудах составило 434.

### Pax Bitannica
С 1816 по 1833 год находился в резерве. В 1817, по новым правилам (с учетом карронад) получил рейтинг 50-пушечного и повышен до 4 ранга. С 1840 по 1842 участвовал в Первой опиумной войне, включая действия на реке Янцзы. После возвращения в строй оставался одним из лучших ходоков флота, и в совместном плавании мог обойти многие более новые корабли. Благодаря этому многие капитаны стремились им командовать, а Уильям Рул взял его чертеж образцом для своих экспериментальных кораблей, построенных уже с применением диагонального набора и других новых методов.

## Окончание службы
В 1859 корабль был выведен из активного состава и превращен в плавучую казарму для новобранцев в Плимуте. Оставался в этой роли до 1868 года, после чего продан на слом и разобран.

## Командиры
- 1797 капитан Томас Уильямс (Sir Thomas Williams)
- 1801 капитан Филип Чарльз Дархэм (Philip Charles Durham)
- 1803 капитан Чарльз Паже (Hon. Charles Paget)
- 1805 капитан Эдвард Дернфорд Кинг (Edward Durnford King)
- 1806 капитан Томас Бладен Кепел (Thomas Bladen Capel)
- 1810 капитан Уильям Болтон (William Bolton)
- 1813 капитан Генри Хоуп (Henry Hope)

(1816 − 1833 в резерве)
- 1833 капитан Сэмьюэл Робертс (Sir Samuel Roberts)
- 1840 капитан Фредерик Грей (Hon. Frederick Grey)
- 1845 капитан Джордж Ламберт (George R. Lambert)